# Javānrūd (ort i Iran)
Javanrud (kurdiska: جوانڕۆ, Ciwanro; persiska: جوانرود, Javānrūd) en ort i Kermanshah-provinsen i nordvästra Iran, 500 km väster om huvudstaden Teheran. Javanrud ligger 1 418 meter över havet och antalet invånare är 38 657.

## Demografi
Invånarna i staden är kurder, med rötter i flera olika stammar, som bekänner sig som sunnimuslimer. Två sufiska förgreningar, naqshbandi och qadiriyya har också en förankring i staden. Invånarna talar gorani, sorani och persiska.

## Geografi
Terrängen runt Javanrud är varierad. Runt Javanrud är det ganska glesbefolkat, med 34 invånare per kvadratkilometer. Javanrud är det största samhället i trakten. Trakten runt Javānrūd består till största delen av jordbruksmark.